# Polyrhachis medusa
Polyrhachis medusa é uma espécie de formiga do gênero Polyrhachis, pertencente à subfamília Formicinae.